# Seta (zoologie)
Pour les articles homonymes, voir Seta.
Les setæ (pluriel de seta) , ou sétules ,  sont des poils microscopiques qui ont plusieurs fonctions, mécanoréception, protection, camouflage, communication, adhérence élevée avec divers supports (aidant ainsi les animaux à se fixer ou à se déplacer).

## Description

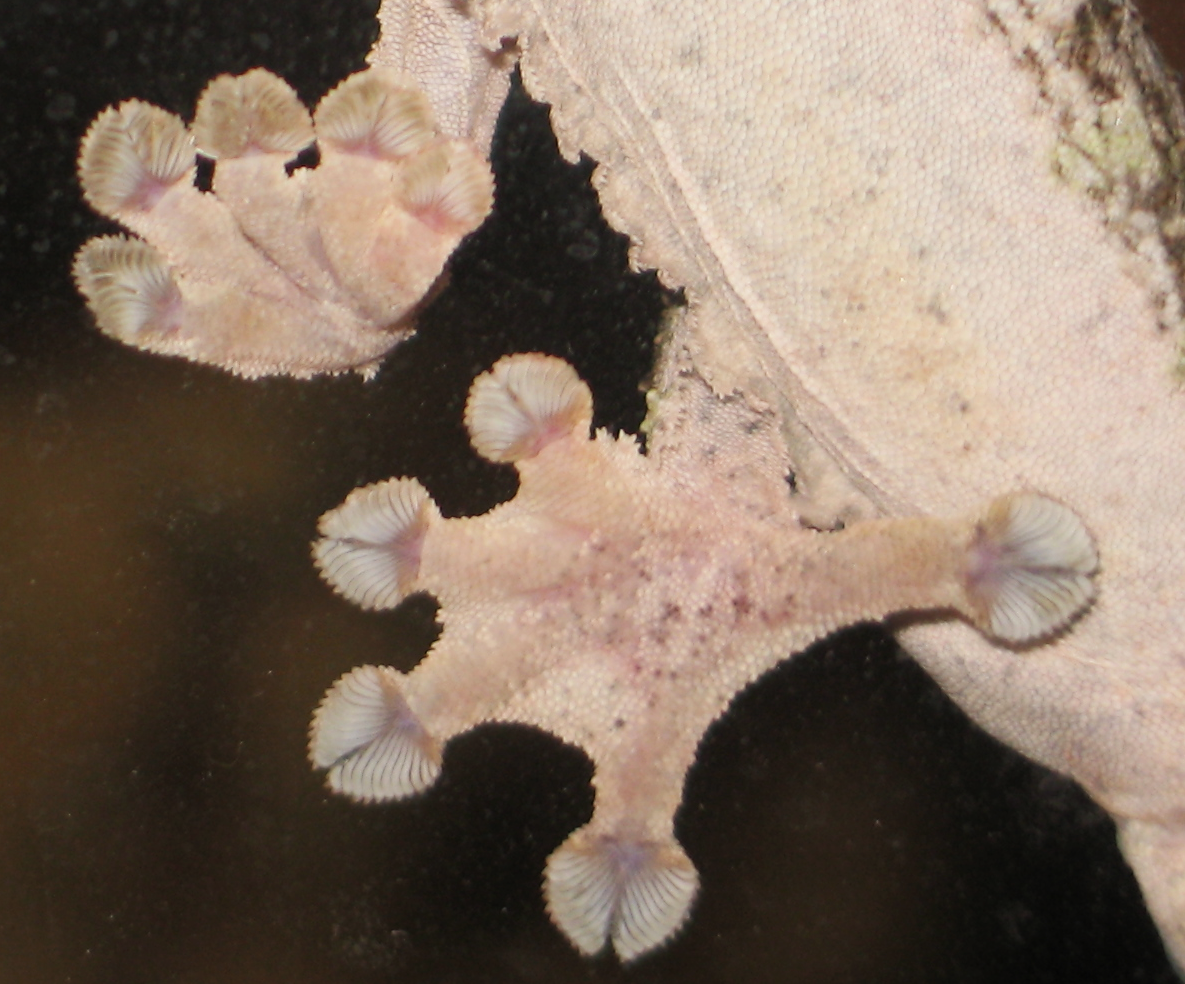
setæ d'un Uroplatus

Les setæ sont des poils très denses (plusieurs milliers par mm²) à base de kératine (protéine). Ils se ramifient à leur
extrémité en poils extrêmement fins, de l'ordre de 0,2 à 0,5 μm. Ces franges à l'extrémité des setæ engendrent des interactions avec le support à l'échelle moléculaire (forces de Van der Waals). Le total de ces micro-forces offre une adhérence très grande.
Un changement d'orientation de ces poils permet de décoller les setæ du support.

## GekkonidaeetDactyloidae
La plupart des geckos et des anolis en possèdent sous les doigts, ce qui leur permet d'escalader la plupart des surfaces, même verticales, voire horizontales (à l'envers).

## Invertébrés
Les vers de terre possèdent également ces poils chitineux qui les aident lors de leur reptation et leur fouissement.
Les crustacés sont dotés aussi de setae qui ont un rôle de mécanorécepteur. Le krill en possède par exemple sur les pattes, ce qui lui permet de collecter le phytoplancton.

## Applications
Actuellement, des scientifiques civils et militaires essaient de reproduire ce dispositif, mais ils se heurtent à des difficultés variées, comme la relativement faible durée de vie de ces poils artificiels (qui ne se renouvellent pas contrairement à leurs homologues naturels), ou encore la capacité qu'ont les geckos à se coller et se décoller à volonté et ce jusqu'à plus de 10 fois par seconde.